# Gergely Kulcsár
Gergely Kulcsár (Nagyhalász, 10 marzo 1934 – Vác, 12 agosto 2020) è stato un giavellottista ungherese.

## Biografia
Partecipò a quattro edizioni dei Giochi olimpici (1960, 1964, 1968, 1972) e fu il portabandiera per l'Ungheria nelle ultime tre di esse. Vinse tre medaglie olimpiche (due bronzi ed un argento) e fu il primo ungherese di sempre a lanciare un giavellotto oltre gli 80 metri.
Dopo il ritiro dall'attività agonistica, tra il 1975 e il 1980 ricoprì il ruolo di allenatore dei giavellottisti ungheresi.

## Palmarès
| Anno | Manifestazione  | Sede              | Evento                 | Risultato | Prestazione | Note |
| ---- | --------------- | ----------------- | ---------------------- | --------- | ----------- | ---- |
| 1958 | Europei         | Stoccolma         | Lancio del giavellotto | Bronzo    | 75,26 m     |      |
| 1960 | Giochi olimpici | Roma              | Lancio del giavellotto | Bronzo    | 78,57 m     |      |
| 1964 | Giochi olimpici | Tokyo             | Lancio del giavellotto | Argento   | 82,32 m     |      |
| 1966 | Europei         | Budapest          | Lancio del giavellotto | Bronzo    | 80,54 m     |      |
| 1968 | Giochi olimpici | Città del Messico | Lancio del giavellotto | Bronzo    | 87,06 m     |      |
| 1972 | Giochi olimpici | Monaco            | Lancio del giavellotto | 14º (q)   | 77,24 m     |      |

## Altre competizioni internazionali
1967
- Bronzo in Coppa Europa ( Kiev), lancio del giavellotto - 79,46 m[1]